# Marcelino García Pérez
Marcelino García Pérez (* 1937 in O Carril, Vilagarcía de Arousa; † 2. April 2020 in A Coruña), genannt El Rubio, war ein spanischer Fußballspieler.

## Sportlicher Werdegang
García schloss sich Ende der 1950er Jahre dem seinerzeitigen Drittligisten Pontevedra CF an. Mit dem Klub stieg er 1960 in die Segunda División auf, wo der Abwehrspieler in den folgenden drei Jahren zu 20 Ligaeinsätzen kam. Während die Mannschaft im Sommer 1963 erstmals in der Vereinsgeschichte in die Primera División aufstieg, verließ er den Klub in Richtung Racing de Ferrol. Dort spielte er fortan in der Tercera División.
Im April 2020 starb García im Alter von 83 Jahren an den Folgen einer SARS-CoV-2-Infektion.